# زیردریایی پومیتی (کیو۱۵۳)
زیردریایی پومیتی (کیو۱۵۳) (به انگلیسی: French submarine Prométhée (Q153)) یک زیردریایی بود که طول آن ۹۲٫۳۰ متر (۳۰۲٫۸ فوت) بود. این زیردریایی در سال ۱۹۳۰ ساخته شد.